# Lloyd (Neurenberg)
Lloyd is een Duits historisch merk van motorfietsen.
De bedrijfsnaam was: Ottmar Cramer, Lloyd Motoren-Werk, Nürnberg.
Dit bedrijf maakte van 1923 tot 1926 137cc-clip-on motoren bouwde, maar later ook motorfietsen van 298-, 346- en 490cc met JAP-zij- en kopklepmotoren. Ottmar Cramer maakte in dezelfde periode ook de Ocra-motorfietsen.